# 杖下隆英
杖下 隆英（つえした りゅうえい、1929年 - 2017年11月21日）は、日本の哲学研究者、東京大学教養学部名誉教授。英国哲学、デイヴィッド・ヒュームを専攻。

## 来歴
東京生まれ。父は1928年に東京帝国大学を卒業した中国思想研究家で、東洋大学教授の杖下隆之。1952年東京大学文学部哲学科卒業。同年東京大学教養学部助手、のち助教授、教授。1990年定年退官、名誉教授。
2014年瑞宝中綬章受章。

## 著書
- 『ヒューム』勁草書房 1982
- 『認識と価値』東京大学出版会 1989

共編
- 『テキストブック西洋哲学史』共編 有斐閣 1984

翻訳
- ウィリアム・K.フランケナ『倫理学』培風館 1967
- W・O・クワイン『現代論理入門 ことばと論理』大修館書店 1972